# Michael Marx
Michael Marx (Hamburg, 7 de febrer de 1960) va ser un ciclista alemany. Va combinar la carretera amb la pista, especialitat en la qual aconseguí els majors èxits com la medalla de bronze als Jocs Olímpics de Los Angeles i les 2 medalles als Campionats del món.

## Palmarès en pista
- 1983
  -  Campió del món de Persecució per equips (amb Rolf Gölz, Gerhard Strittmatter i Roland Günther)
- 1984
  -  Medalla de bronze als Jocs Olímpics de Los Angeles en Persecució per equips (amb Reinhard Alber, Rolf Gölz i Roland Günther)
  -  Campió d'Alemanya de persecució per equips

## Palmarès en ruta
- 1981
  - 1r al Berliner Etappenfahrt
  - 1r al Tour de Nova Caledònia
- 1982
  -  Campió d'Alemanya de contrarellotge per equips
- 1983
  - Vencedor d'una etapa de la Volta a la Baixa Saxònia
  - Vencedor de 2 etapes a la Volta a Limburg amateur
- 1984
  - Vencedor d'una etapa de la Volta a la Baixa Saxònia